# Azərbaycan Kuboku 2000-2001
La Azərbaycan Kuboku 2000-2001 è stata la 10ª edizione della coppa nazionale azera, disputata tra il settembre 2000 (con gli incontri del turno preliminare) e il 25 maggio 2001 e conclusa con la vittoria del Shafa Baku, al suo primo titolo.

## Formula
La competizione si svolse ad eliminazione diretta e parteciparono le squadre delle due divisioni.
Tutti i turni si giocarono con andata e ritorno ad eccezione della finale.

## Quarti di finale
Gli incontri di andata si disputarono il 16 e il 21 mentre quelli di ritorno il 23e il 27 dicembre 2000.
| Squadra 1        | Totale | Squadra 2       | Andata | Ritorno |
| ---------------- | ------ | --------------- | ------ | ------- |
| PFC Neftchi Baku | 4 - 1  | FK Kapaz Gandja | 1 - 0  | 3 - 1   |
| PFC Turan Tovuz  | 3 - 0  | OIK Baku        | 2 - 0  | 1 - 0   |
| Dinamo Baku      | 7 - 0  | Real Baku       | 4 - 0  | 3 - 0   |
| Shafa Baku       | 5 - 1  | Shahdagh Gusari | 3 - 0  | 2 - 1   |

## Semifinali
Gli incontri di andata si disputarono il 18 mentre quelli di ritorno il 22 maggio 2001.
| Squadra 1       | Totale | Squadra 2        | Andata | Ritorno |
| --------------- | ------ | ---------------- | ------ | ------- |
| PFC Turan Tovuz | 1 - 3  | PFC Neftchi Baku | 0 - 1  | 1 - 2   |
| Shafa Baku      | 3 - 2  | Dinamo Baku      | 0 - 0  | 3 - 2   |

## Finale
La finale venne disputata il 25 maggio 2001 a Sumgayit.
| Sumgayit 25 maggio 2001                                                                  | Shafa Baku | 2 – 1            | PFC Neftchi Baku | Mehdi Hüseynzadə adına Sumqayıt şəhər stadionu (500 spett.) |
| \| \| \| \| \| Ramiz Məmmədov 8’ Emin İmaməliyev 85’ \| Marcatori \| 23’ Samir Əliyev \| |            |                  |                  |                                                             |
|                                                                                          |            |                  |                  |                                                             |
| Ramiz Məmmədov 8’ Emin İmaməliyev 85’                                                    | Marcatori  | 23’ Samir Əliyev |                  |                                                             |